# Hope (canción)
«Hope» es el tercer sencillo de su primer álbum, Naveed (1994) de la banda Our Lady Peace.

## Videoclip
El video musical para la canción muestra a la banda tocando en un bar lleno de humo. Se cambia de ida y vuelta a una mujer en un campo de girasol que parece perdido. Es ella y otro hombre haciendo varias cosas inusuales muestra.